# Дзава (приток Чукена)
Дзава — река на юге Хабаровского края, правый приток реки Чукен. Длина реки — 4,4 км. Площадь водосборного бассейна — 770 км².
Образуется от слияния крупных рек Няуха (46 км) и Делюго (36 км). Соединена протокой Уля с рекой Мом-Биосани. Направление течения — юго-западное.